# Suze (Drôme)
Suze település Franciaországban, Drôme megyében. Lakosainak száma 247 fő (2022. január 1.). Suze Aouste-sur-Sye, Beaufort-sur-Gervanne, Cobonne, Gigors-et-Lozeron, Mirabel-et-Blacons és Montclar-sur-Gervanne községekkel határos.

## Népesség
A település népessége az elmúlt években az alábbi módon változott:
| Lakosok száma | 223  | 187  | 164  | 249  | 227  | 232  | 234  | 231  | 236  | 247  |
|               | 1968 | 1982 | 1990 | 2006 | 2013 | 2015 | 2017 | 2019 | 2020 | 2022 |